# Oscar da Silva
Pour les articles homonymes, voir Silva.
Oscar Leon da Silva, né le 21 septembre 1998 à Munich en Allemagne, est un joueur professionnel brésilo-allemand de basket-ball évoluant aux postes d'ailier fort et pivot.

## Carrière junior
Oscar da Silva se distingue au Ludwig Gymnasium de Munich et est également membre du MTSV Schwabing, où, en moyenne, il marque 21,0 points, prend 8,3 rebonds, fait 2,0 passes décisives, 2,0 interceptions et 1,7 contre par match au cours de la saison 2016-2017. Il est sélectionné pour le match des étoiles de la NBBL (de), la ligue espoir du championnat allemand. Il participe également à l’Internationale Basketball Akademie München (IBAM).
Il s'engage avec l'équipe universitaire du Cardinal de l'université Stanford en NCAA le 25 octobre 2016, bien qu’il n’ait pas rencontré l’entraîneur Jerod Haase (en). Da Silva refuse les offres de l'université de Californie et de plusieurs équipes universitaires de l’Ivy League. Oscar da Silva rejoint le Cardinal à partir de la saison 2017-2018.
Après être arrivé à Stanford, da Silva se blesse à la cheville à l’entraînement et manque un mois. Il marque en moyenne 6,2 points et prend 4,7 rebonds par match en première année. En deuxième année, il marque en moyenne 9,5 points et prend 6,0 rebonds par match. Il établit son record de points avec 27 points, prend 15 rebonds et fait trois passes décisives le 1er février 2020, lors d'une victoire 70 à 60 face aux Ducks de l'Oregon. En conséquence, il est nommé joueur Pac-12 de la semaine le 3 février. Le 8 février, da Silva subit une commotion à la tête qui nécessite des points de suture après une collision avec Evan Battey (en) des Buffaloes du Colorado. À la fin de la saison régulière 2019-2020, da Silva est nommé dans la première équipe All-Pac-12. En tant que junior, Oscar da Silva marque en moyenne 15,7 points et prend 6,4 rebonds par match. Il marque en moyenne 18,8 points et prend 6,8 rebonds par match en tant que senior. Da Silva est dans la première équipe All-Pac-12 et Scholar-Athlete of the Year de la conférence Pac-12.

## Carrière professionnelle

### En club

#### Retour en Allemagne (2021-2022)
Le 24 mars 2021, Oscar da Silva annonce qu’il s'engage à jouer pour le MHP Riesen Ludwigsbourg en Bundesliga pour le reste de la saison 2021. Par la suite, il commence à s’entraîner en vue de la draft 2021 de la NBA.
Oscar da Silva n'est pas sélectionné lors de la draft 2021 mais il rejoint le Thunder d'Oklahoma City pour la NBA Summer League 2021. Le 30 septembre, il signe avec l'Alba Berlin jusqu’en 2024. Il établit son record de point de la saison le 17 octobre 2021 face au EWE Baskets Oldenbourg avec 21 points. Le 27 décembre 2021, il réalise un double-double en championnat avec 15 points et 10 rebonds face au Medi Bayreuth. Il participe également à l'Euroligue avec son club et établit son record de points avec 22 points le 12 octobre 2021 face au Fenerbahçe SK. À l'issue de la saison, il remporte la Bundesliga et la Coupe d'Allemagne.

#### FC Barcelone (2022-2024)
Le 11 juillet 2022, il signe un contrat de trois ans avec le FC Barcelone. Durant la saison 2022-2023, il dispute 22 matchs de saison régulière de Liga Endesa pour des moyennes par match de 6 points, 4,1 rebonds et 0,5 contre. Le 6 novembre 2022, il réalise un double-double avec 16 points et 14 rebonds face au CB Girona. Il dispute les playoffs et remporte le championnat espagnol en battant le Real Madrid (3 victoires à 0) en finale. La même saison, il dispute 27 matchs d'Euroligue et termine à la 4e place de la compétition après les défaites face au Real Madrid en demi-finale et face à l'AS Monaco pour la troisième place. En juin 2024, les deux parties se séparent d'un accord commun.

#### Bayern Munich (depuis 2024)
Le 4 juillet 2024, il rejoint le Bayern Munich pour trois saisons.

### En équipe nationale
En 2016, Oscar da Silva joue pour l’Allemagne au Tournoi Albert-Schweitzer (en), un tournoi international des moins de 18 ans qui se déroule à Mannheim, en Allemagne. Il marque en moyenne 7 points, prend 5,4 rebonds et fait 1,7 contre par match et remporte la médaille d’or. Plus tard dans l’année, il marque en moyenne 9,5 points et prend six rebonds par match pour l’Allemagne au Championnat d’Europe U18 FIBA 2016 à Samsun, en Turquie, menant son équipe à une quatrième place. Il aide l’Allemagne à se classer cinquième à la Coupe du monde des moins de 19 ans de la FIBA 2017 au Caire, avec des moyennes de 10,3 points et quatre rebonds par match.
En juin 2023, il est présélectionné avec l'équipe d'Allemagne pour préparer la Coupe du monde 2023 mais il n'est pas retenu pour la phase finale.

### Vie privée
Il est le grand frère de Tristan da Silva, lui aussi joueur professionnel de basket-ball.

## Palmarès
- 2022 : Vainqueur de la Bundesliga avec l'Alba Berlin
- 2022 : Vainqueur de la Coupe d'Allemagne avec l'Alba Berlin
- 2023 : Vainqueur de la Liga Endesa avec le FC Barcelone

## Statistiques

### En université
Les statistiques d'Oscar da Silva en match universitaire sont les suivantes :
| Saison    | Équipe   | Matchs | Titul. | Min./m | % tir | % 3pts | % LF | Rbds./m. | Pass/m. | Int/m. | Ctr/m. | Pts/m. |
| --------- | -------- | ------ | ------ | ------ | ----- | ------ | ---- | -------- | ------- | ------ | ------ | ------ |
| 2017-2018 | Stanford | 35     | 11     | 24,1   | 51,7  | 55,8   | 63,6 | 4,7      | 1,1     | 0,4    | 0,9    | 6,2    |
| 2018-2019 | Stanford | 31     | 31     | 28,3   | 46,7  | 25,7   | 68,3 | 6,0      | 1,8     | 0,7    | 1,3    | 9,5    |
| 2019-2020 | Stanford | 31     | 31     | 28,6   | 57,0  | 31,7   | 77,1 | 6,4      | 1,5     | 1,1    | 0,8    | 15,7   |
| 2020-2021 | Stanford | 24     | 24     | 32,3   | 58,0  | 30,2   | 78,7 | 6,8      | 2,4     | 0,9    | 1,0    | 18,8   |
| Carrière  | Carrière | 121    | 97     | 27,9   | 53,9  | 33,7   | 74,3 | 5,9      | 1,7     | 0,8    | 1,0    | 12,0   |